# یواس‌سی‌جی‌سی تریتون (دبلیوپی‌سی-۱۱۶)
یواس‌سی‌جی‌سی تریتون (دبلیوپی‌سی-۱۱۶) (به انگلیسی: USCGC Triton (WPC-116)) یک کشتی بود که طول آن ۱۶۵ فوت (۵۰ متر) بود. این کشتی در سال ۱۹۳۴ ساخته شد.